# Argaios II
Argaios II (en grec ancien : Ἀργαῖος / Argaîos), mort en 359 av. J.-C., est un roi usurpateur de Macédoine de la dynastie des Argéades qui règne de 393 à 392. Il est peut-être le même Argaios, ou alors le père d'Argaios, qui est vaincu par Philippe II en 359.

## Biographie

### Premier règne
L'origine familiale d'Argaios II demeure obscure : il est parfois présenté comme un fils d'Archélaos Ier. Selon Diodore de Sicile, Amyntas III, le père de Philippe II, est chassé de Pella par les Illyriens du roi Bardilys qui ont envahi la Macédoine. Désespérant de conserver son trône Amyntas III demande l'appui des citoyens d'Olynthe en Chalcidique et leur cède le territoire voisin de leur cité. Il est ensuite contraint d'abdiquer la royauté et un certain Argaios est pendant deux ans roi des Macédoniens avant qu'Amyntas III ne recouvre son trône. En effet, celui-ci a trouvé des alliés dans l'aristocratie du nord de la Thessalie. Il règne encore vingt-quatre ans.

### Roi usurpateur?
Il semblerait qu'il soit le même Argaios, ou alors le père d'Argaios, qui avec le soutien des Athéniens tente de prendre le pouvoir au moment de l'avènement de Philippe II en 359 av. J.-C.
Argaios constitue une force avec des mercenaires, quelques exilés macédoniens et des troupes athéniennes qui ont été autorisés à rejoindre les Macédoniens par leur général Manlias car Philippe parvient à persuader les Athéniens à rester par ailleurs inactifs. Argaios tente de prendre Aigai mais il est repoussé. Lors de sa retraite vers Méthone en Piérie, où les troupes athéniennes ont débarqué, il est intercepté par Philippe et vaincu. Il est soit tué dans la bataille soit exécuté par la suite.